# Run On
A "Run On" Moby elektronikus zenész második kislemeze Play című stúdióalbumáról. A kislemeznek két változata van. Az első, aminek a borítója piros és egy egérfogó van rajta függőlegesen, két, azelőtt kiadatlan dalt ("Spirit" és "Running") tartalmaz. (Ez a "Running" azonban nem azonos a "Play: The B-sides" című albumon megtalálható, azonos című számmal.) A másodiknak a borítója sárga és az egérfogó vízszintesen van, ennek a címe "Run On (Extended)", és további 3 számot tartalmaz, köztük a "Play" album "Down Slow" című számának a hosszabb verzióját is.
A vokál egy 1943-as Billy Landford and the Landfordaries-számból való (aminek a címe szintén "Run On"), és house, valamint instrumentális elemeket tartalmaz.

## Videóklip
A számhoz két klip is készült.
- Az első Mobyt mutatja be, amint egy irodában dolgozik, ahol éppen a hónap dolgozójának választják meg és mindenki fehér ruhát visel, valamint mindenki kedves és boldog. A fénymásolónál nincs sor, a kávéfőzőben van bögre, és a kávé is finom. Ezután egy korábbi jelenetet látunk, ahol az aerobik-oktató az edzés közben elájul, majd Moby sétál be a képbe és egy inhalálóval újraéleszti. Ezután egy korábbi képet látunk, tehát az egész történet visszafelé halad: Moby munkahelye a mennyország, ami mint egy telefonos segélyvonal működik. Itt kapja meg a lány számát, akit felhív is hív, de ő úgy érzi hogy az élete katasztrofális. Egy még korábbi jelenetben a lány észrevesz egy hirdetést a mennyről, Mobyt látjuk halottan egy parkolóban, ahol az egyik munkatársa talál rá. A klip végén ugyanazt az irodát látjuk, csak zöld megvilágításban, de itt mindenki goromba (pl. a parkolós munkatárs nem ad kölcsön tollat), a kávéfőzőben nincs bögre, a fénymásolónál éppen áll valaki és az ajtóban is majdnem fellökik.
- A második egy animált, test nélküli Moby-fejet mutat be amint színes háttér előtt repül, miközben énekli a dalt, és a basszus szólamot szörnyek éneklik.

## A piros borítós kiadás számai (tehát a nem meghosszabbított verzió)

### A kiadványokon szereplő számok
1. "Run On" - 3:33
2. "Spirit" - 4:12
3. "Running" - 7:07
4. "Run On" (Moby's Young & Funky Mix) - 6:03
5. "Run On" (Sharam Remix) - 6:00
6. "Run On" (Dani König Remix) - 10:05
7. "Run On" (Plastic Angel Mix) - 5:25
8. "Run On" (Plastic Angel New Mix) - 4:40
9. "Run On" (Dave Clarke Mix) - 5:10

### Hivatalos CD-kiadvány
1. "Run On" - 3:33
2. "Spirit" - 4:12
3. "Running" - 7:07

Megjegyzés: Ezt több lemezgyár is kiadta, a verziók:
1. Egyesült Királyság (CD MUTE 221)
2. Németország, Intercord Tonträger GmbH (INT 8 86868 2)
3. Európa, PIAS (391.1221.22)
4. Skandinávia, MNW ILR (CD MUTE 221)

### Intercord Tonträger GmbH 12" (INT 8 86865 6)
1. "Run On" (Sharam Remix) - 6:00
2. "Run On" (Plastic Angel Remix) - 5:25
3. "Run On" (Dani König Remix) - 10:05
4. "Run On" (Plastic Angel New Mix) - 4:40

Megjegyzés: Ez egy Németországban kiadott, nem hivatalos kiadás.

### CD-kiadvány, Belgium, PIAS (391.1221.24)
1. "Run On" - 3:33
2. "Run On" (Moby's Young & Funky Mix) - 6:03

### CD-kiadvány, Egyesült Királyság (RCD MUTE 221)
1. "Run On" - 3:13
2. "Run On" (Dave Clarke Mix) - 5:10
3. "Run On" (Moby Young & Funky Mix) - 6:03

## Számok a "Run On (Extended)" kiadványokról (tehát a sárga borítósokról)

### A kiadványokon szereplő számok
1. "Run On" - 3:33
2. "Run On" (Extended) - 4:24
3. "Sunday" - 5:00
4. "Down Slow" (Full Length Version) - 5:56
5. "Run On" (Dave Clarke Mix) - 5:10
6. "Run On" (Moby's Young & Funky Mix) - 6:03

### 12"-kiadás, Egyesült Királyság (12Mute221)
1. "Run On" (Moby's Young & Funky Mix) - 6:03
2. "Run On" (Dave Clark Mix) - 5:10
3. "Run On" (Extended) - 4:24

Megjegyzés: A kiadványnak megjelent egy reklám (promo) változata is, (P12Mute221) katalógusszámmal.

### Hivatalos CD-kiadvány, Skandinávia, MNW ILR (LCD MUTE 221)
1. "Run On" (Extended) - 4:24
2. "Sunday" - 5:00
3. "Down Slow" (Full Length Version) - 5:56

Megjegyzés: Ez a verzió más lemezkiadóknál is megjelent, a verziók katalógus-számai:
1. Intercord Tonträger GmbH (INT 8 86869 2)
2. Egyesült Királyság (LDC MUTE 221)

### CD-kiadvány, Ausztrália, Mushroon Records (MUSH1867.2)
1. "Run On" - 3:33
2. "Run On" (Extended) - 4:27
3. "Sunday" - 5:02
4. "Down Slow" (Full Length Version) - 5:58

## Run On/Honey
Ez a kislemez volt Moby első CD-je az Egyesült Államokban az 1995-ben kiadott kislemeze, a Bring Back My Happiness óta, és egyben az első CD-je amit a V2 Records-nál adott ki. Habár a "Honey" és a "Run On" számok már korábban ki voltak adva külön kislemezekként, a számok azokon a kiadványokon és ezen nem azonosak és elég jók voltak ahhoz, hogy világszerte meg lehessen őket vásárolni. A maga 44 perces hosszával ez a nyolc számos CD nagy zenei érték.

## Számok

### A kislemezeken szereplő számok
1. "Honey" (Album Mix) - 3:27
2. "Honey" (Moby's 118 Mix) -  4:48
3. "Honey" (Sharam Jey's Sweet Honey Mix) - 6:41
4. "Honey" (Aphrodite & Mickey Finn Mix) - 6:21
5. "Run On" (extended) -  4:25
6. "Run On" (Moby's Young & Funky Mix) -  6:03
7. "Run On" (Sharam Jey's Always On The Run Remix) -  5:59
8. "Run On" (Dani König Remix) - 10:04
9. "Memory Gospel" -  6:40

### CD, V2 Records (63881-27583-2), kiadva: 1999. május 11.
1. "Honey" (Album Mix) - 3:27
2. "Honey" (Moby's 118 Mix) -  4:48
3. "Honey" (Sharam Jey's Sweet Honey Mix) - 6:41
4. "Honey" (Aphrodite & Mickey Finn Mix) - 6:21
5. "Run On" (extended) -  4:25
6. "Run On" (Moby's Young & Funky Mix) -  6:03
7. "Run On" (Sharam Jey's Always On The Run Remix) -  5:59
8. "Memory Gospel" -  6:40

### 12", V2 Records (63881-27582-1), kiadva: 1999. május 4.
1. "Honey" (Album Mix) -  3:27
2. "Honey" (Aphrodite & Mickey Finn Mix) -  6:21
3. "Run On" (Moby's Young & Funky Mix) -  6:03
4. "Run On" (Sharam Jey's Always On The Run Remix) -  5:59

### 12" (reklám), V2 Records (V2AB-27584-1), kiadva: 1999. április
1. "Run On" (Moby's Young & Funky Mix) -  6:03
2. "Run On" (Dani König Remix) - 10:04
3. "Honey" (Album Mix) -  3:27
4. "Run On" (Sharam Jey's Always On The Run Remix) -  5:59

## Ritka, kiadatlan vagy nehezen hozzáférhető számok
1. "Running Black Woman" - 7:05
2. "Run On" (Fearless Mix) - ?:??
3. "Run On" (Propeller's Vitagula Mix) - 5:45

Megjegyzések:
1. Az 1. szám egy demó verziója a Play: The B-sides albumon megtalálható "Running" című számnak, ami azonban nem azonos a kislemezeken ugyanezen név alatt kiadott számmal.
2. A 2. szám egy kiadatlan remix, eredete ismeretlen.